# Siempre (álbum de Rocío Dúrcal)
Siempre es el nombre del 16°. álbum de estudio grabado por la cantante española Rocío Dúrcal y el octavo producido por el cantautor mexicano Juan Gabriel para la intérprete, publicado bajo el sello discográfico RCA Ariola en 1986. Su primer sencillo en lanzarse fue el tema "La guirnalda" debutando en el número "1" en la primera publicación de la lista musical Hot Latin Tracks de la revista estadounidense Billboard, establecida el 6 de septiembre de 1986 siendo por ello la primera canción en llegar al número "1". Su segundo sencillo en publicarse fue el tema "Quédate conmigo esta noche" este llegando al cuarto lugar en la lista Hot Latin Tracks.
El álbum tuvo un gran éxito en toda Latinoamérica y Estados Unidos, donde recibió varios Discos de Oro y Discos de Platino por sus amplias ventas de copias. Para ese año Rocío Dúrcal recibe el nombramiento como "Madrina" por la oficina de turismo de la ciudad de Puerto Vallarta (México) por su canción "La Guirnalda", rindiéndole un sentido homenaje televisado por el Gobernador de esa localidad, de igual modo se declaró parte del "Patrimonio de la Cultura Popular y Musical" de México principalmente en Puerto Vallarta.
En el álbum participa el esposo de la cantante, el actor y cantautor filipino Antonio Morales "Junior" y sus hijos Carmen, Antonio y Shaila en la grabación en conjunto con el tema «Amándote»[cita requerida]

## Lista de temas
|     | Título                                                       | Autor(es)                                     | Duración |
| --- | ------------------------------------------------------------ | --------------------------------------------- | -------- |
| 1.  | Quédate conmigo esta noche                                   | Juan Gabriel                                  | 3:51     |
| 2.  | Amándote (Dúo Con Antonio Morales) (Carmen, Antonio, Shaila) | Juan Gabriel                                  | 4:04     |
| 3.  | Amor discúlpame                                              | Juan Gabriel                                  | 3:41     |
| 4.  | Siempre                                                      | Juan Gabriel / Smokey Robinson / Ronald White | 4:23     |
| 5.  | Hazlo por mi corazón                                         | Juan Gabriel                                  | 3:23     |
| 6.  | No te buscaré                                                | Juan Gabriel                                  | 4:04     |
| 7.  | Infidelidad                                                  | Juan Gabriel                                  | 2:55     |
| 8.  | Obligado                                                     | Juan Gabriel                                  | 2:30     |
| 9.  | La guirnalda                                                 | Juan Gabriel                                  | 4:06     |
| 10. | Soñando                                                      | Juan Gabriel                                  | 3:58     |

## Premios y logros obtenidos
- "Título de Madrina", reconocimiento entregado por la oficina de turismo de la ciudad de Puerto Vallarta (México) por su canción "La Guirnalda".

- La canción "La Guirnalda" declarada parte del "Patrimonio de la Cultura Popular y Musical" de México principalmente en Puerto Vallarta.

- Premio Heraldo

| Año  | Intérprete   | Categoría                                 | Resultado |
| ---- | ------------ | ----------------------------------------- | --------- |
| 1987 | Rocío Dúrcal | "Mejor Intérprete Internacional Femenina" | Ganadora  |

## Listas musicales
- "La Guirnalda" Fue la primera canción en llegar al "número 1" en la lista musical Hot Latin Tracks de la revista Billboard establecida el 6 de septiembre del 1986.

| Año  | Sencillo                     | Lista            | Mejor Posición |
| ---- | ---------------------------- | ---------------- | -------------- |
| 1986 | "La Guirnalda"               | Hot Latin Tracks | 1              |
| 1986 | "Quédate Conmigo Esta Noche" | Hot Latin Tracks | 4              |
| 1987 | "Infidelidad"                | Hot Latin Tracks | 22             |
| 1987 | "Siempre"                    | Hot Latin Tracks | 10             |

| Año  | País           | Lista                      | Mejor Posición |
| ---- | -------------- | -------------------------- | -------------- |
| 1987 | Estados Unidos | Billboard Latin Pop Albums | 2              |

## Certificaciones
| País           | Certificación    |
| -------------- | ---------------- |
| Estados Unidos | Platinum (Latin) |
| Estados Unidos | Gold (Latin)     |
| México         | Disco de Platino |
| México         | 2x Disco de Oro  |
| España         | Disco de oro     |
| Colombia       | Disco de oro     |
| Venezuela      | Disco de oro     |

## Músicos
- Rocío Dúrcal (Voz)
- Antonio Morales (Voz en la canción "Amándote")
- Antonio Morales de las Heras (Voz en la canción "Amándote")
- Carmen Morales de las Heras (Voz en la canción "Amándote")
- Shaila Morales de las Heras (Voz en la canción "Amándote")
- Juan Gabriel (Letra y música de todos los temas)
- Arriba Juárez Número 1 (Mariachis)